# 少年濡れやすく恋成りがたし
『少年濡れやすく恋成りがたし』（しょうねんぬれやすくこいなりがたし）は高口里純による日本の漫画作品、小説、およびそれを原作としたドラマCD、実写イメージビデオである。略称は〝少濡れ〟。
角川書店の雑誌『ヤングロゼ』に1991年4月号から1997年8月号まで連載された。コミックスは角川書店ヤングロゼコミックスより全7巻、文庫版は双葉社より全4巻刊行されている。
外伝小説は『少年濡れやすく恋成りがたし［神戸編］』、『少年濡れやすく恋成りがたし［神戸編］-過ちを犯す月-』がある。
2000年から2006年にかけて同人誌「悪態」シリーズで西宮翼朗と並木水人を主人公にした『28階に湧くシルクの水』が連載され、のち電子書籍化した。
外伝漫画、外伝小説、外伝同人誌で主役となる西宮翼朗と並木水人の物語は、通称〝翼水〟と呼ばれる。
同じ作者の漫画『虹色仮面』には同一の人物が数人登場し、世界観を共有している。

## あらすじ

### 本編
高校1年生の石田欧彦は担任の笹生美穂子からセクハラされレイプされる。欧彦は美穂子との関係に溺れ、ヤクザの並木水人と三人で３か月の同棲生活を送るが美穂子は香港に旅立ってしまう。
3年生になった欧彦は同じクラスの木暮容に誘われ、涼風のどかの少年売春グループで働き始める。のどかの顧客リストには美穂子の写真があった。のどかは売春グループを摘発されるが、精神鑑定で「咬む女」「悟す女」のふたつの人格を持っていることが判明し、殺人事件の容疑がかかる。木暮と欧彦は小暮の家の金を狙う暴力団に拉致される。欧彦は一人逃げ出すが、脱走してきたのどかにホテルで殺されそうになる。だが警察にふみこまれ、欧彦は難を逃れる。欧彦は雪沢沙絵子と言い争ったあと、肉体関係に溺れた我が身をふりかえり、「僕は恋をする」とつぶやく。

### 外伝（神戸編）
- 時系列順
  1. 外伝1（並木水人と笹生美穂子との高校時代）
  2. 外伝2（並木水人と西宮翼朗との高校時代での出会い）
  3. 外伝4（母の亡くなった並木水人を竜亜会が引き取る）
  4. 『（神戸編）』（高校時代の西宮翼朗と並木水人が竜亜会から逃げ出し東京へ行く）
  5. 外伝3（西宮翼朗と加夜子との婚約）
  6. 『（神戸編）-過ちを犯す月-』（西宮翼朗は罠に嵌り東京へ向かう）
  7. 『28階に湧くシルクの水』（西宮翼朗が柿崎に全身に刺青を入れられる）
  8. 『ナーヴァス』（西宮加夜子が出産間近）

外伝1
笹生美穂子の過去。笹生美穂子は幼馴染の並木水人（ダブりで高校三年生19歳）と同じ高校に入学した。モテる水人のせいで上級生の少女達に難癖を付けられ、うんざりしていが、内密に水人とは性交渉があった。水人は当時、本気で美穂子を愛し性行為を行なっていたが、美穂子は好奇心で付き合っていた。美穂子はいつも水人を見つめている少年、遠野はじめに気付き、本気で水人に恋をしている遠野に対して恋心が芽生えてゆく。
外伝2
並木水人の過去。留年して高校三年だった並木水人は、下校中いきなり初対面の西宮翼朗から石を投げつけられ、額に傷を負う。西宮翼朗は「俺には傷を手当てする権利がある」と自宅に招く。並木水人に執着心を持った西宮翼朗は、翌日竜亜会組員に並木水人を自宅に連れて来させる。西宮翼朗は並木水人との心中を望んだが、並木水人はペインティングナイフで西宮翼朗の額に傷を作る。西宮翼朗は「友達と家来どっちになりたいか」と問い、並木水人は「家来」と選ぶ。
外伝4
並木水人の過去。母子家庭だった並木水人は母親を亡くし天涯孤独となる。竜亜会が並木水人の後見人となるが、西宮翼朗は「並木水人は自分の家来。竜亜会のものではない」と駄々をこねる。並木水人は「運命には逆らうわけにはいかない」と組員となる。ある日、並木水人は竜亜会から逃亡するが、組員に見つけられ連れ戻される。並木水人は西宮翼朗に「自分は一人でも大丈夫だが、翼朗が一人でいるのは心配なのでこれでいい」と語る。
神戸編
外伝3
西宮翼朗の過去。日光アレルギーの加夜子との政略結婚が決まった西宮翼朗は見合いをする。翼朗は「心は後からついて来ればいい」と、肌の弱い加夜子を乱暴に犯す。そのせいで加夜子は何日も肌が傷んでしまった。そんな折、翼朗が拳銃で撃たれ、重体になった。恋人と別れ、辛くて仕方のなくなった加夜子は、翼朗の「体を重ね合わせなけれな辛いだろう」と言う言動に共感し、「西宮家に嫁に来るのではなく、翼朗に抱かれに来る」と陽の下に姿を晒し、退院した翼朗を迎える。
過ちを犯す月
28階に湧くシルクの水
ナーヴァス

## 登場人物
声の記述はドラマCD版。

### 主要登場人物
石田欧彦（いしだ おうひこ）
声 - 佐々木望
- 高校1年16歳時点

高校1年16歳の欧彦は、担任の笹生美穂子からセクハラされレイプされた。父親は亡くなっており、母と姉との三人家族。プラモデルおたくだった。笹生美穂子にレイプされた際、理性では拒んだのだが体が反応してしまった。笹生美穂子が教師辞職した後も忘れられず、自宅に会いに行き、肉体関係を続ける。笹生美穂子に抱かれて変わってゆくが、笹生美穂子は変わらない。左の乳首が感じる。
笹生美穂子との関係を続けながらも雪沢沙絵子に告白され付き合い始める。
三度目に笹生美穂子のマンションを訪ねたとき、ヤクザの並木水人と出会う。並木水人の知り合いから「欧彦は「薔薇」になる素質がある」と見られる。
笹生美穂子との関係を持て余し、「抱かれてから好きになるより、好きになってから抱ければよかった」と思い悩む。笹生美穂子からは恋情を感じられず、雪沢沙絵子からは恋情を感じる。雪沢沙絵子とは一度キスしただけの関係のまま。
笹生美穂子と何度もセックスするようになり、笹生美穂子のマンションに住み着き、家にも帰らず学校にも行かなくなる。そして笹生美穂子と並木水人との三人での三ヶ月間の同棲生活が始まる。
笹生美穂子のマンションの隣人の女性・岡田まち絵に気に入られ、ストーキングされ挙句に監禁される。岡田まち絵の価値観次第で殺されるかもしれないと思う。
レンタルビデオ屋でバイトを始める。笹生美穂子が突然姿を消した後、バイト先の女性と、笹生美穂子以外と初めてのセックスをした。
鳴海加乃に誘われ彼女の家に行くと、覚醒剤入りの紅茶を飲まされ犯された。
関係を持ってきた女性への気持ちが何なのか、並木水人に答えを出させるために「抱いて欲しい」と頼みセックスする。「セックスと言うのは一瞬の愛」と答えられ、今の自分にピッタリの言葉だと納得する。
- 高校3年18歳時点

雪沢沙絵子とセックスしようとしたが、笹生美穂子を思い出し出来なかった。
木暮容の入っている売春グループに、笹生美穂子を見付けるため入会する。複数の人間とセックスしたが、初めにした笹生美穂子とのキスが忘れない。母親が客として売春グループに現れ、逃げた欧彦は、愛と恋と肉欲の迷路にはまる。
下級生の森岡窓奈を抱いた時、欧彦が笹生美穂子に抱かれて変わっていったが笹生美穂子は変わらなかったように、雪沢沙絵子を抱いても自分は変わらないだろうと予測する。
どこにも行けず、街でうずくまっていた所を凱に拾われる。凱と早にウィンドウディスプレイの素材として展示されてしまい、欧彦を殺そうとする涼風のどかに見つかる。しかし涼風のどかの人格が融合し、何を逃れる。
ホテルのロビーに居る笹生美穂子を並木水人に見させられたが、笹生美穂子とのセックスばかりが思い出され、そんな気持ちで会うのは嫌だと思い、声をかけられなかった。
いつもセックスの時は、そのひと時をやり過ごし、見すえ、その先で恋をしようとしている。
散々「好き」と「性欲」との間で迷った後、「笹生美穂子に恋してる」と認識出来た。
笹生美穂子（ささお みほこ）
声 - 石井直子
欧彦が高校1年生の時の担任教師。当時24歳。担当科目は英語。口元にホクロがある。内申書を盾にとって脅し、家庭訪問に行った際、欧彦をレイプした。数人の生徒にセクハラ、レイプをしたことが明らかになり教師を辞職した。立川市のマンションに住んでいる。「高校生達の無邪気さをセックスで汚したくなった」と述懐する。欧彦、並木水人と三ヶ月間ほど同棲生活をしていたが、突然姿を消す。
教師を辞めた後、産業スパイになり香港へ向かう。並木水人に企業から盗んだ情報が入ったフロッピーディスクを預ける。
- 欧彦 高校3年18歳時点

日本に帰って来ていて、木暮容に拳銃で撃たれた瀕死の並木水人を助ける。そして再び国外へ行く。ホテルのロビーに居たところを欧彦に見られる。
欧彦の母親
声 - 有馬瑞香
欧彦に依存し子離れ出来ない。欧彦にも負担に思われている。欧彦が家に戻って来なくなってからは宗教にハマる。
- 欧彦 高校3年18歳時点

欧彦が家にいないうちに、欧彦の服のボタンをちぎり取り「ボタンつけて」と甘えてくるのを待ち望む。
欧彦の部屋で、欧彦の情事の写真とテープを見つける。欧彦が売春をしていることを知り、客として欧彦の前に現れる。欧彦に逃げられてから数日留守にし、帰ってからは普段通りに過ごす。セックスやマスターベーションを汚く思い、欧彦に「今度この様なことをしたら自殺する」と告げる。
石田しおり（いしだ しおり）
欧彦の姉。欧彦の母親が、欧彦に依存していることを冷静に見て忠言するが、母親には届かない。
涼風のどか
声 - 山田美穂
- 欧彦 高校3年18歳時点

本名、敷島蘭子。主婦。32歳。美形の男子高校生を集めた売春グループを作り、その中の一人として欧彦を招き入れる。男子高校生としかセックスせず、セックスの時でもサングラスを外さない。セックスの最中に相手の指を噛み、傷を付ける。
少年売春組織として警察に摘発され、精神鑑定を受ける。セックスした男子校生を殺したことにより、解離性同一性障害になっていた。その時点では〝悟す女〟〝噛む女〟の二重人格だったが、指を噛みそこねていた欧彦がきっかけで、サングラスをかけない第三の人格〝不機嫌な女〟が形成された。
〝噛む女〟による「石田欧彦の指を噛む。そして殺す」というメモを残して逃走し、その後、人格が融合し、欧彦への殺意は無くなった。

### 欧彦と同じ高校の生徒
雪沢沙絵子（ゆきざわ さえこ）
声 - 橘ひかり
欧彦のクラスメイト。欧彦が笹生美穂子にセクハラされる以前から欧彦のことが好きで、告白し付き合い始める。一度キスしただけだが、欧彦にとって〝普通の恋愛〟の指標となり、「いつか戻ってきて、ちゃんと好きになる所から始める」という発言を信じる。
- 欧彦 高校3年18歳時点

高校3年間ずっと欧彦と同じクラスになった。欧彦に抱かれそうになったが、途中でやめられた。欧彦が森岡窓奈とはセックスしたと知り、ショックを受ける。
塚本修次に自分の靴を食べられ、自分は汚れてしまったと感じる。
欧彦に「いつまで戻ってくるのを待てばいい？」と問いかけ、「待てないなら置いて行けばいい」と答えられる。
田村（たむら）
声 - 佐藤幹雄
高校1年の時の欧彦のクラスメイト。欧彦から笹生美穂子にレイプされたことの相談を受ける。
鳴海加乃（なるみ かの）
声 - 松下美由紀
- 欧彦 高校1年16歳時点

欧彦の先輩。2年生。木場の恋人だが欧彦に興味を持つ。木場とはSM関係にあり奴隷扱いしている。欧彦に笹生美穂子との関係をバラすと脅し、交際を迫るが断られる。笹生美穂子のセックスフレンドの一人で、笹生美穂子から覚醒剤を入手していた。
笹生美穂子の部屋で暮らしていた欧彦を自宅に誘う。鳴海建設の令嬢でハイソサエティな生活を送っている。紅茶に覚醒剤を入れ欧彦に飲ませ、犯した。「セックスで感じられれば、好きという感情はちっぽけ」「石田くん、処女の頃の私より汚れてない」と言う。
笹生美穂子がいなくなっていた間、代用にしていた女性麻薬ブローカーを殺し、鳴海建設の工事現場に死体遺棄した犯人である。
桜庭由江（さくらば よしえ）
- 欧彦 高校1年16歳時点

高校1年の時、同級生の欧彦に告白するが断られる。美人。本命はテニス部の先輩の木場。木場の恋人の鳴海加乃が欧彦を好きだと聞き、あてつけに欧彦に告白してみたのだった。
鳴海加乃の勧めでショートカットにした。その姿を見た岡田まち絵に目をつけられる。ストーキングされマンションに誘われ、写真を撮られる。のち、テニス部を辞め、岡田まち絵のマンションへ向かう。
木場（きば）
- 欧彦 高校1年16歳時点

鳴海加乃の恋人。M体質で鳴海加乃に逆らえず、お仕置きを素直に受け入れる。
木暮容（こぐれ いるる）
声 - 保志総一朗
- 欧彦 高校3年18歳時点

高校3年時点の欧彦のクラスメイト。薬丸グループの御曹司。男子高校生売春グループの一員で欧彦を誘う。二年前、教師だった笹生美穂子のセックスフレンドの一人だった。
並木水人に一目惚れし肉体関係を持つ。遊び人だったが並木水人を本気で愛し「並木水人とのセックス以外は汚い」と言う。並木水人に拒絶された後、涼風のどかの売春グループをやめ、新宿二丁目で男相手の売春をするようになった。
後に、自分が並木水人に惹かれたことも、並木水人の部屋に居たことも、あらかじめ竜亜会が薬丸グループを脅迫する計画だったと知り、絶望する。並木水人を拳銃で打ち、自分も自殺しようとする。
並木水人には何も秘密を持っておらず、並木水人のことなら何でも想像がつくほど愛しているが、並木水人は無視する。
森岡窓奈（もりおか まどな）
- 欧彦 高校3年18歳時点

欧彦の後輩の2年生。欧彦が雪沢沙絵子と付き合ってるのを承知で告白する。欧彦に汚してみたいと思わせ、処女であり初めて欧彦に抱かれる。欧彦が笹生美穂子に抱かれて変わっていったが笹生美穂子は変わらなかったように、森岡窓奈は変わるが、欧彦は変わらない。

### 竜亜会
関西最大の広域暴力団
並木水人（なみき みずと）
声 - 大塚明夫
二十代後半のヤクザ。額に西宮翼朗に付けられた傷跡がある。笹生美穂子の幼馴染で高校時代から笹生美穂子との肉体関係が続いている。笹生美穂子が高校教師を辞職したころ同棲しており、笹生美穂子を訪ねてきた欧彦と出会う。女でも男でも惹きつける魅力があり、ヤクザの中では「薔薇」と呼ばれる、男女を蝶のように吸い寄せる役割を担っている。
欧彦とのセックス中、「セックスというのは一瞬の愛だ」と悟す。
- 欧彦 高校3年18歳時点

竜亜会で重要な地位を担い、多くの男女と関係を持つが、本心では西宮翼朗を第一に考えている。自分が瀕死の時でも西宮翼朗を守ろうとする意思は強く、側にいさせようとした。
欧彦に国外へ行く前の笹生美穂子を見せる。欧彦に、自分と欧彦との関係を問われ「長い人生の中の短い通りすがり」と答える。
外伝 2 ヤクザの家に行っても物怖じしなかった。西宮翼朗の「家来」になり、命令で展子を抱き報告した。
外伝 3 並木水人が「もう死んでもいい」と言った時まで西宮翼朗は生きている約束だったが、西宮翼朗が拳銃で撃たれ「死んでもいいと言ってくれ」と言う言葉に答えられなかった。
外伝 4 竜亜会の組員になったことを運命だと受け入れる。西宮翼朗にラブレターを渡した少女を「モノにしろ」と命令される。
『虹色仮面』5巻に登場。正礼装をしミラノでオペラを観る。
西宮翼朗（にしみや よくろう）
声 - 飛田展男
- 欧彦 高校3年18歳時点

竜亜会の三代目組長。二十代後半。並木水人より一つ年下。美形で実年齢よりも5歳ほど若く見える。額に並木水人につけられた横一文字の傷跡がある。母親はいない。父親の死によって組長になった頃から髪を金髪にしている。癇癪持ちで精神不安定な面もあるが、組長としては有能で冷徹である。
並木水人が笹生美穂子から預かったフロッピーディスクを使い、薬丸グループに多大な恩を売る計画を立て、成功させた。
外伝 2 ヤクザの世界で生きていくのが死ぬほど嫌で、自殺願望が強かったが、並木水人の人柄に惹かれる。
外伝 3 結婚はしたくなかったが、自分と別の意味で陽の下に出られない加夜子は、自分の伴侶として似合ってると思う。
外伝 4 母親の死で並木水人が竜亜会に来た日、一緒のベッドに寝て、並木水人の悲しみが伝わり号泣する。並木水人が竜亜会から逃げ出すと、倒れて寝込む。
『虹色仮面』5巻に登場。正礼装をしミラノでオペラを観る。
西宮加夜子（にしみや かやこ）
西宮翼朗の妻。日光アレルギーで日向に出られない。大物官僚の妾の娘。西宮翼朗とは政略結婚させられたが愛し合うようになっていく。西宮翼朗との子供を妊娠する。欧彦を「花のよく似合う珍しい子」と評する。
外伝 3 恋人がいたが、政略結婚のために別れる。その辛い気持ちが、翼朗の厭世観と同調し理解し合う。
『虹色仮面』5巻に登場。ドレス姿でミラノでオペラを観る。
宝田等（たからだ ひとし）
西宮翼朗の教育係だった。並木水人が19歳で母親を亡くし天涯孤独になった時、後見人となり竜亜会の組員にした。
展子（てんこ）
声 - 神宮司弥生
宝田の愛人。西宮翼朗の家庭教師だった。西宮翼朗が14歳の時の初体験の相手。性行為の手ほどきをした。

### 警察
伊武（いぶ）
警視庁捜査一課の警部。女性。身長185センチメートル、縦ロールの長髪、広い肩幅、特注のスーツ、タラコ唇という大変目立つ外見をしている。並木水人とは顔見知りだが、一方的に嫌っており一時絶交して口をきかなかった。鳴海建設の工事現場から出た女性の死体の調査をする。
- 欧彦 高校3年18歳時点

涼風のどかの殺人事件を調査する。涼風のどかは男子高生の指を噛んで傷を付けた後、絞殺していた。
『虹色仮面』に登場。
蓮華（れんげ）
伊武の相棒の刑事。印象の薄い外見をしている。
『虹色仮面』に登場。
有坂真子（ありさか まこ）
- 欧彦 高校3年18歳時点

精神科医。セラピスト。博士。伊武とは昔馴染み（自称・愛し合ってる）。33歳（自称・三歳）。語尾に「でしゅう」をつけて喋る。熊のグッズに囲まれている。涼風のどかのサングラスに発信機を付け、居場所を伊武に伝えた。

### その他
岡田まち絵（おかだ まちえ）
声 - 手塚ちはる
- 欧彦 高校1年16歳時点

笹生美穂子のマンションの隣室に住む会社員の女。美少年おたくの腐女子。極めて自己中心的。笹生美穂子と同じく口元にホクロがある。欧彦をストーキング、監禁し、欧彦の写真を自分の同人誌に載せようとする。部屋は男子高校生に関する代物で溢れかえっている。生々しさを嫌悪し、セックスや生活臭があるものを遠ざける。リップクルームに異常に執着する。
欧彦の次にショートカットにした桜庭由江に目をつけ、ストーキングののち自分のマンションに誘う。写真を撮り、男装させようとし、その関係は続いてゆく。
りこ
- 欧彦 高校1年16歳時点

欧彦のバイト先のレンタルビデオ屋の店員。欧彦に惹かれセックスフレンドになる。不感症だと欧彦に告白するが、電車の中で痴漢されると感じ、わざわざ痴漢に近寄っていく。
男装の客
- 欧彦 高校3年18歳時点

声 - 山田美穂
男装して欧彦とセックスした客。笹生美穂子と同じ場所、口元にホクロがある。欧彦に男に襲われ嫌がる演技をさせる。職業は占い師。欧彦に「君は美しすぎるから幸福になれない」と告げる。
塚本修次（つかもと しゅうじ）
サラリーマン。雪沢沙絵子の靴を譲り受け、その靴でスープを作って飲んでいた。フェティシスト。　
凱（がい）
通称「箱男」。箱を使ったウィンドウディスプレイを仕事にしている。街で欧彦と出会い自室へ連れて帰る。
早（さき）
通称「縄女」。縄を使ったウィンドウディスプレイを仕事にしている。凱とウィンドウディスプレイのコンビを組み、一緒に住んでいる。

## 小説

### 『少年濡れやすく恋成りがたし［神戸編］』
1996年、ASUKAノベルス、角川書店
「少年濡れやすく恋成りがたし（神戸編）」
『少年濡れやすく恋成りがたし』のスピンオフ作品（小説ASUKA1996年10月号）
- あらすじ

1986年。西宮翼朗、高校三年18歳、並木水人高校三年19歳の時の出来事。
神戸の暴力団「竜亜会」構成員となった水人は、次期「竜亜会」三代目組長を継ぐ翼朗の側にいるよう言い渡されていた。
翼朗は教育係の宝田に、自分のよりどころである絵画に関する物を全て捨てられた。時期を同じくして、翼朗は秘密にしていた東京の画廊からの返事を受け取る。翼朗とそれを追った水人は、「竜亜会」から逃げ、東京へ行く。
しかし、東京で翼朗たちは額の傷跡のせいで、偶然出会ったヤクザ・柿崎に正体がバレてしまう。柿崎は二人を引き離してみたいと思った。だが気まぐれで翼朗たちを解放した。
- 登場人物

西宮翼朗（にしみや よくろう）
我儘で癇癪持ちの少年。額に水人に付けられた傷跡がある。父親の後を継ぎ、「竜亜会」三代目組長になるという現実から逃避するために絵画を描いていた。しかし周囲から止められ、東京へ逃げ出す。しかし東京の画廊では、画家としての将来は保証されなかった。自暴自棄になったが、水人に「命を預ける」と言われ、自分も今死んだことにし、「水人の命は自分が、自分の命は水人が拾いあった」ことで強さを身につける。「水人が『もう死んでもいい』と言うまで生きる」と運命を受け入れた。
その直後、水人と共に柿崎にさらわれ、覚醒剤を打たれた。それでも翼朗は「水人は自分のものだから、連れて行かないでくれ」と懇願した。解放され、宝田たちに救われたのち、「竜亜会」三代目組長になる貫禄を見せた。
並木水人（なみき みずと）
母を亡くし「竜亜会」に引き取られたばかりの少年。冷静で包容力がある。額に翼朗に付けられた傷跡がある。翼朗と離れられず、一緒に東京へ行く。翼朗の体臭を花のような匂いだと感じる。自殺願望のある翼朗の思い通りに、首を絞めて殺そうとしたが、翼朗が心中を望んだのでやめた。翼朗を可哀想に思い、それが愛しさに変わっていた。翼朗に命を預け、命の交換をした。
柿崎にさらわれ、宝田たちに救われた後、生涯翼朗のために生きる覚悟を持った。
宝田等（たからだ ひとし）
二代目組長代行。翼朗を「竜亜会」三代目組長に育て上げる役割を担う。水人には「お前は翼朗の友人でも兄弟でも家来でもない」と言い渡している。
展子（てんこ）
翼朗の家庭教師で宝田の愛人。三代目を襲名する前の翼朗の様子をうかがう。
西宮正蔵（にしみや しょうぞう）
「竜亜会」二代目組長。翼朗の父親。心臓に病を抱える。
佐伯（さえき）
銀座のギャラリー「津吹」のオーナー。翼朗の画力では、将来成功するとは保証できないと断言し、翼朗の絵画への希望を断ち切った。
柿崎 辰巳（かきざき たつみ）
「竜亜会」系暴力団、三寿会の幹部。東京で翼朗たちを偶然見つける。二人をとらえ、翼朗に覚醒剤を打ち、水人には翼朗の命の代わりに、自分の手下になるよう要求する。だが気まぐれに翼朗たちを解放した。
ヒロ
柿崎の子分の構成員。翼朗たちを尾行する。
星野（ほしの）
柿崎の協力者のヤクザ。
「空は美しく僕は悲しく」
『少年濡れやすく恋成りがたし』とは無関係（小説ASUKA1995年VOL.2）

### 『少年濡れやすく恋成りがたし［神戸編］-過ちを犯す月-』
2001年、角川ルビー文庫、角川書店
「ナーヴァス」
（書き下ろし）漫画8ページ
- あらすじ

加夜子は出産間近だった。親になる覚悟のまだ来てない翼朗は知恵熱を出し、水人に看病されていた。
「少年濡れやすく恋成りがたし（神戸編）」
『少年濡れやすく恋成りがたし』のスピンオフ作品（小説ASUKA1996年10月号）。再録。
「過ちを犯す月」
（書き下ろし）
- あらすじ

西宮翼朗と加夜子が結婚して半年経った時期の五月の物語。加夜子の出かけた雨の日、翼朗は「竜亜会」顧問弁護士・半田拡の訪問を受けた。半田は自分の情が抑え切れず、翼朗と肉体関係を持つ。そんな折、死人が二人出る発砲事件が起きた。数日後、翼朗の携帯メールに「半田を殺されたくなければ、翼朗一人で東京へ来い」との受信が入る。水人の携帯には「翼朗を殺す」とメールが入った。翼朗は東京に誘い出される。
- 登場人物

西宮翼朗（にしみや よくろう）
二十代半ばの「竜亜会」三代目組長。我儘で情緒不安定だが、基本的に水人に相手をされると機嫌が良く、放って置かれると悪くなる。半田を殺すと脅迫され、一人で東京の半田の事務所へ行く。命の半分は水人に預け、もう半分は加夜子に預けている。
物語の全般を通して、水人が笹生美穂子から預かったフロッピーディスクの、企業からスパイした情報を使い犯罪計画を企て、夜中も眠らずにいた。
並木水人（なみき みずと）
二十代半ばの「竜亜会」の構成員。翼朗の影のように常に一緒にいる。居なくなった翼朗の居場所を推理し、半田の事務所へ向かう。
西宮加夜子（にしみや かやこ）
二十歳くらいの翼朗の妻。政略結婚だったが翼朗を愛するようになった。ヤクザの世界には慣れて来たが、気まぐれな翼朗に翻弄されている。日光アレルギーで日の光に当たれない。翼朗が着物をたくさん買ってくるので和装で過ごすようになった。翼朗が居なくなり、心配で翌朝まで一睡も出来なかった。
半田拡（はんだ ひろむ）
東京在住の「竜亜会」顧問弁護士。人間が好きなゆえに弁護士をしている中年の大柄な男。暴力団の顧問弁護士になったため、仕事が減っている。しかし翼朗に惹かれ、顧問弁護士を辞めずにいた。五月の雨の日、翼朗に呼び出され、思わず肉体関係を持ってしまう。数日後、長谷に脅され、翼朗と水人にメールを送る。
宝田等（たからだ ひとし）
「竜亜会」のヤクザ。水人の兄貴分。翼朗を月、水人を月の欠けた部分、とイメージする。
塩野祐樹（しおの ゆうき）
竜亜会の格下の構成員。東京へ向かう翼朗の段取りをした。一緒に行動するが新宿駅で置いていかれる。
長谷（はせ）
南郷組の鉄砲玉。二人殺した後、拳銃を持ったまま逃走した若者。「竜亜会」三代目組長である翼朗を殺し、名前を上げようとする。　

## ドラマCD

### ドラマCD1
『少年濡れやすく恋成りがたし』
1995年4月21日発売
- スタッフ
  - 脚本：沙藤いつき
  - ディレクター：鳥島和也、長谷川展洋
  - 効果：坂本隆
  - 音楽：葦澤伸太郎
  - プロデューサー：斎藤博志、長谷川展洋、野手英恵、田中彰
  - 他キャスト：バーのママ（有馬瑞香）
- 主題歌「DOG WALK」
  - 作詞・作曲：中妻尚 / 編曲：芦澤伸太郎 / 歌手：RICHARD

### ドラマCD2
『少年濡れやすく恋成りがたし2 -彷徨える迷宮-』
1996年3月30日発売
- 他キャスト
  - 容の家庭教師（神宮司弥生）
  - ブラックリストの女（神宮司弥生）
- 主題歌「Truth -本当の愛-」
  - 作詞・VOICE：上原麗子 / 作曲・編曲：堀江顕 / 歌手：中沢有里子
- 主題歌「Faithless Moon -不実な月-」
  - 作詞：高口里純 / 作曲・編曲：堀江顕 / 歌手：大島信一

## イメージビデオ
1995年8月1日発売。40分。
主人公の石田欧彦役を演じるのは、美少年コンテストでグランプリとなった佐藤幹雄と、準グランプリとなった大島信一のダブルキャスト。ドラマCDで配役された声優がセリフを入れている。
- スタッフ
  - 監督：柏本俊平
  - 脚本：沙藤いつき
- キャスト
  - 石田欧彦：佐藤幹雄、大島信一
  - 並木水人：西守正樹
  - 笹生美穂子：倉本千奈美
  - 鳴海加乃：上園まひろ
  - 雪沢沙絵子：秦由佳
- 主題歌「DOG WALK」
  - 作詞・作曲：中妻尚 / 編曲：芦澤伸太郎 / 歌手：RICHARD

## 『28階に湧くシルクの水』
『28階に湧くシルクの水』（にじゅうはっかいにわくしるくのみず）は高口里純による日本の同人誌で創作発表された漫画作品である。
小説ASUKA1996年10月号掲載の『少年濡れやすく恋成りがたし（神戸編）』で物語れた事件を発端とする外伝漫画が、同人誌「悪態」シリーズにて2000年から2006年にかけて発表された。
「ブクログのパブー」「mixPaper」にて、第一部、第二部がデジタル版で発売されている。#外部リンクを参照。
- あらすじ

第一部
五代組の手打ちのために上京した竜亜会三代目組長・西宮翼朗は、10年前誘拐された柿崎とヒロに再び拉致された。翼朗はヒロに犯されながら柿崎によって全身に刺青を入れられる。翼朗が拉致されたとき海外にいた並木水人は、翌日東京に着き状況を知る。水人は翼朗が監禁されている場所は拉致されたホテル内だと推理し、ホテルに入り込む。刺青を入れ終わり、持病で血を吐き意識を無くした柿崎と、気絶している翼朗を残してヒロはホテルを出る。水人はそのドアの音に気付き、翼朗が監禁されている部屋を突き止め、救い出す。意識を取り戻した翼朗は、傍に水人がいることに安心し眠りについた。
- 登場人物

西宮翼朗（にしみや よくろう）

並木水人（なみき みずと）

柿崎 辰巳（かきざき たつみ）
自分の死期を悟り西宮翼朗を拉致監禁し、自分の生きた証として全身に刺青を入れた。小説『神戸編』の時、西宮翼朗を殺せなかったせいでヤクザの組から破門され、以来、西宮翼朗を「彼岸の男」としてずっと忘れないでいた。
刺青を入れ終ったあと意識を失った。すぐに逮捕され、西宮翼朗の命令でヤクザに殺された。
ヒロ
30歳前後。サオ師。柿崎の命令でヤクザの抗争中、西宮翼朗を誘拐しレイプした。西宮翼朗を解放した翌日、再び携帯電話のメールで呼び出す。
西宮加夜子（にしみや かやこ）

伊武（いぶ）
出張ついでに西宮翼朗の家に行き、ヒロの情報を並木水人へ与える。
蓮華（れんげ）
伊武の命令により、並木水人をヤクザの抗争のあったホテルへ内密に入らせる。

## 書誌情報
- 高口里純『少年濡れやすく恋成りがたし』〈角川書店・ヤングロゼコミックス〉全7巻
  1. 1992年10月発売、ISBN 978-4-049-28025-8
  2. 1993年10月発売、ISBN 978-4-049-28040-1
  3. 1994年6月発売、ISBN 978-4-049-28052-4
  4. 1995年8月1日発売、ISBN 978-4-049-28067-8
  5. 1996年4月1日発売、ISBN 978-4-049-28077-7
  6. 1996年12月1日発売、ISBN 978-4-0492-8084-5
  7. 1997年8月1日発売、ISBN 978-4-049-28091-3

- ［文庫版］高口里純『少年濡れやすく恋成りがたし』〈双葉社・双葉文庫名作シリーズ〉全4巻
  1. 2005年2月発売、ISBN 4-575-72546-3
  2. 2005年3月発売、ISBN 4-575-72547-1
  3. 2005年4月発売、ISBN 4-575-72552-8
  4. 2005年5月発売、ISBN 4-575-72554-4
- ［小説］高口里純『少年濡れやすく恋成りがたし（神戸編）』 〈角川書店・ASUKAノベルス〉全1巻
  - 1996年発売、ISBN 4-047-01314-5
- ［小説］高口里純『少年濡れやすく恋成りがたし（神戸編）-過ちを犯す月-』〈角川書店・角川ルビー文庫〉全1巻
  - 2001年11月発売、ISBN 4-04-443502-2

## 関連作品
虹色仮面
同作者による漫画。伊武と蓮華（第2巻、第6巻、第7巻）、西宮翼朗と並木水人と西宮加夜子（第5巻）が、クロスオーバー的に登場している。
叫んでやるぜ!
同作者による漫画。ドラマCD『少年濡れやすく恋成りがたし1』の石田欧彦役を『叫んでやるぜ!』の主人公がアフレコする。並木水人役の声優・ 大塚明夫は、『叫んでやるぜ!』内のドラマCDでも並木水人役を演じる。台本、パッケージイラストが掲載されている。